# Yellow (Scandal)
Yellow è il settimo album in studio del girl group giapponese Scandal, pubblicato nel 2016.

## Tracce
1. Room No. 7 - 1:42
2. Stamp! - 4:25
3. Love Me Do - 3:49
4. Morning Sun - 4:12
5. Sunday Drive - 4:03
6. Kon'ya wa pizza party (今夜はピザパーティー) - 3:32
7. Heaven na kibun (ヘブンな気分) - 4:43
8. Suki-Suki - 4:47
9. Love - 4:45
10. Sisters - 3:42
11. Happy Birthday - 3:42
12. Chiisana honoo (ちいさなほのお) - 4:27
13. Your Song -English ver.- (bonus track) - 3:44